# Troglocyphoniscus osellai
Troglocyphoniscus osellai är en kräftdjursart som beskrevs av S. Caruso 2000. Troglocyphoniscus osellai ingår i släktet Troglocyphoniscus och familjen Trichoniscidae. Inga underarter finns listade i Catalogue of Life.